# Fultonia hirsuta
Fultonia hirsuta är en kräftdjursart som beskrevs av T. Scott 1902. Fultonia hirsuta ingår i släktet Fultonia och familjen Argestidae. Arten är reproducerande i Sverige. Inga underarter finns listade i Catalogue of Life.